# Equazione di Orr-Sommerfeld
L'equazione di Orr-Sommerfeld, in fluidodinamica, è un problema agli autovalori che descrive l'evoluzione delle perturbazioni lineari bidimensionali di un flusso parallelo viscoso. La soluzione laminare delle equazioni di Navier-Stokes per un flusso parallelo può diventare instabile se vengono soddisfatte determinate condizioni sul flusso. L'equazione di Orr-Sommerfeld serve proprio a determinare in maniera precisa quali siano le condizioni per la stabilità idrodinamica.
L'equazione prende il nome da William McFadden Orr e Arnold Sommerfeld, che la derivarono all'inizio del XX secolo.

## Formulazione

Un diagramma schematico dello stato di base del sistema. Il flusso in esame rappresenta una piccola perturbazione rispetto a tale stato. Mentre lo stato base è parallelo, la perturbazione di velocità ha componenti in entrambe le direzioni.

L'equazione è derivata risolvendo una versione linearizzata dell'equazione di Navier-Stokes per la perturbazione del campo di velocità. Il campo totale è:
{\displaystyle \mathbf {u} =\left(U(z)+u'(x,z,t),0,w'(x,z,t)\right)} ,
dove {\displaystyle (U(z),0,0)} è il flusso imperturbato o di base. La perturbazione della velocità ha soluzione ondulatoria {\displaystyle \mathbf {u} '\propto \exp(i\alpha (x-ct))} (intesa come parte reale). Usando questa conoscenza, e descrivendo il flusso per mezzo della funzione di corrente, si ottiene la seguente forma dimensionale dell'equazione di Orr-Sommerfeld:
{\displaystyle {\frac {\mu }{i\alpha \rho }}\left({d^{2} \over dz^{2}}-\alpha ^{2}\right)^{2}\varphi =(U-c)\left({d^{2} \over dz^{2}}-\alpha ^{2}\right)\varphi -U''\varphi } ,
dove {\displaystyle \mu } è la viscosità dinamica del fluido, {\displaystyle \rho } è la sua densità, e {\displaystyle \varphi } può essere o la funzione di corrente o il potenziale. In caso di viscosità nulla ( {\displaystyle \mu =0} ), l'equazione si riduce all'equazione di Rayleigh. L'equazione può essere scritta in forma adimensionale dividendo le velocità per una scala fissata da una qualche velocità caratteristica {\displaystyle U_{0}} e le lunghezze rispetto alla profondità del canale {\displaystyle h} . Allora l'equazione assume la forma
{\displaystyle {1 \over i\alpha \,Re}\left({d^{2} \over dz^{2}}-\alpha ^{2}\right)^{2}\varphi =(U-c)\left({d^{2} \over dz^{2}}-\alpha ^{2}\right)\varphi -U''\varphi } ,
dove
{\displaystyle Re={\frac {\rho U_{0}h}{\mu }}}
è il numero di Reynolds del flusso di base. Le condizioni al contorno rilevanti sono quelle antiscivolo nelle due estremità del canale {\displaystyle z=z_{1}} e {\displaystyle z=z_{2}},
{\displaystyle \alpha \varphi ={d\varphi  \over dz}=0} a {\displaystyle z=z_{1}} e {\displaystyle z=z_{2},} nel caso in cui {\displaystyle \varphi } il potenziale della velocità,
o:
{\displaystyle \alpha \varphi ={d\varphi  \over dx}=0} a {\displaystyle z=z_{1}} e {\displaystyle z=z_{2},} nel caso in cui {\displaystyle \varphi } è la funzione di corrente.
Il parametro che funge da autovalore del problema è {\displaystyle c} e l'autovettore è {\displaystyle \varphi }. Se la parte immaginaria della velocità dell'onda {\displaystyle c} è positiva, allora il flusso di base è instabile e la piccola perturbazione introdotta nel sistema viene amplificata nel tempo.

## Soluzione
Per tutti tranne che per i profili di velocità {\displaystyle U} più semplici, sono necessari metodi numerici o asintotici per calcolare le soluzioni. Alcuni profili di flussi tipici sono discussi di seguito. In generale, lo spettro dell'equazione è discreto e infinito per un flusso limitato, mentre per flussi illimitati (come il flusso dello strato limite), lo spettro contiene parti sia continue che discrete.
Per il flusso di Poiseuille piano, è stato dimostrato da Orszag nel 1971 che il flusso è instabile (cioè uno o più autovalori {\displaystyle c} ha una parte immaginaria positiva) per alcuni {\displaystyle \alpha } quando {\displaystyle Re>Re_{c}=5772.22}, e il modo neutralmente stabile a {\displaystyle Re=Re_{c}} possiede {\displaystyle \alpha _{c}=1.02056}, {\displaystyle c_{r}=0.264002}. Per vedere le proprietà di stabilità del sistema, è consuetudine tracciare una curva di dispersione, cioè un grafico del tasso di crescita {\displaystyle {\text{Im}}(\alpha {c})} in funzione del numero d'onda {\displaystyle \alpha }.
La prima figura mostra lo spettro dell'equazione di Orr-Sommerfeld ai valori critici sopra elencati. Questo è un grafico degli autovalori (nella forma {\displaystyle \lambda =-i\alpha {c}}) nel piano complesso. L'autovalore più a destra è il più instabile. Ai valori critici del numero di Reynolds e del numero d'onda, l'autovalore più a destra è esattamente zero. Per valori più alti (più bassi) del numero di Reynolds, l'autovalore più a destra si sposta nella metà positiva (negativa) del piano complesso. Quindi, un quadro più completo delle proprietà di stabilità è dato da un grafico che mostra la dipendenza funzionale di questo autovalore; questo è mostrato nella seconda figura.
D'altra parte, lo spettro degli autovalori per il flusso di Couette indica stabilità, per qualsiasi numero di Reynolds. Tuttavia, negli esperimenti, il flusso di Couette risulta essere instabile per perturbazioni piccole, ma finite, per le quali non si possono applicare la teoria lineare e l'equazione di Orr-Sommerfeld. È stato sostenuto che la non normalità del problema agli autovalori associato al flusso di Couette (e in realtà anche di Poiseuille) potrebbe spiegare l'instabilità osservata. Cioè, le autofunzioni dell'operatore di Orr-Sommerfeld costituiscono una base completa, ma non ortogonale. Quindi, l'energia del disturbo contiene i contributi di tutte le autofunzioni dell'equazione di Orr-Sommerfeld. Anche se l'energia associata a ciascun autovalore considerato separatamente stesse decadendo esponenzialmente nel tempo (come previsto dall'analisi di Orr-Sommerfeld per il flusso di Couette), i termini misti derivanti dalla non ortogonalità degli autovettori possono crescere nel transiente. Pertanto, l'energia totale aumenta transitoriamente (prima di tendere asintoticamente a zero). La tesi è che, se l'entità di tale crescita transiente è sufficientemente elevata, è in grado di destabilizza il flusso laminare, tuttavia questo argomento non è stato universalmente accettato.
È stata proposta anche una teoria non lineare che spiega il transiente. Sebbene tale teoria includa la crescita transiente lineare, l'attenzione si concentra sui processi non lineari tridimensionali che sono fortemente sospettati di essere alla base della transizione alla turbolenza nei flussi di taglio. La teoria ha portato alla costruzione dei cosiddetti stati stazionari 3D completi, onde viaggianti e soluzioni periodiche nel tempo delle equazioni di Navier-Stokes, che catturano molte delle caratteristiche chiave delle strutture di transizione e coerenti osservate nella regione vicino alla parete dei flussi di taglio turbolenti. Anche se la parola "soluzione" di solito implica l'esistenza di un risultato analitico, è pratica comune nella meccanica dei fluidi riferirsi ai risultati numerici come "soluzioni", indipendentemente dal fatto che le soluzioni approssimate soddisfino o meno le equazioni di Navier-Stokes in modo matematicamente soddisfacente. Si postula che la transizione alla turbolenza coinvolga lo stato dinamico del fluido che evolve da una soluzione all'altra. La teoria si basa quindi sull'effettiva esistenza di tali soluzioni (molte delle quali devono ancora essere osservate in un apparato sperimentale fisico). Questo rilassamento sulla richiesta di soluzioni esatte consente una grande flessibilità, poiché soluzioni esatte sono estremamente difficili da ottenere (contrariamente alle soluzioni numeriche), a scapito del rigore e (talvolta) della correttezza. Pertanto, anche se non così rigorosa come i precedenti approcci allo studio della transizione, tale idea ha guadagnato un'immensa popolarità.
È stata recentemente proposta anche un'estensione dell'equazione di Orr-Sommerfeld in mezzi porosi.

## Metodi matematici per flussi a superficie libera
Per il flusso di Couette, è possibile fare progressi matematici nella soluzione dell'equazione di Orr-Sommerfeld. In questa sezione viene data una dimostrazione di questo metodo per il caso di flusso a superficie libera, cioè quando la parete superiore del canale è sostituita da una superficie libera. Per prima cosa è necessario modificare le condizioni al contorno superiore per tener conto della superficie libera. In forma adimensionale, queste condizioni ora sono:
{\displaystyle \varphi ={d\varphi  \over dz}=0,} a {\displaystyle z=0} ,
{\displaystyle {\frac {d^{2}\varphi }{dz^{2}}}+\alpha ^{2}\varphi =0}, {\displaystyle \Omega \equiv {\frac {d^{3}\varphi }{dz^{3}}}+i\alpha Re\left[\left(c-U\left(z_{2}=1\right)\right){\frac {d\varphi }{dz}}+\varphi \right]-i\alpha Re\left({\frac {1}{Fr}}+{\frac {\alpha ^{2}}{We}}\right){\frac {\varphi }{c-U\left(z_{2}=1\right)}}=0,} a {\displaystyle \,z=1} .
La prima condizione di superficie libera è l'affermazione di continuità della tensione tangenziale, mentre la seconda condizione mette in relazione lo sforzo normale con la tensione superficiale. Qui
{\displaystyle Fr={\frac {U_{0}^{2}}{gh}},\,\,\ We={\frac {\rho u_{0}^{2}h}{\sigma }}}
sono rispettivamente il numero di Froude e quello di Weber.
Per il flusso Couette si ha {\displaystyle U\left(z\right)=z}, le quattro soluzioni linearmente indipendenti dell'equazione adimensionale di Orr-Sommerfeld sono,
{\displaystyle \chi _{1}\left(z\right)=\sinh \left(\alpha z\right),\qquad \chi _{2}\left(z\right)=\cosh \left(\alpha z\right)} ,
{\displaystyle \chi _{3}\left(z\right)={\frac {1}{\alpha }}\int _{\infty }^{z}\sinh \left[\alpha \left(z-\xi \right)\right]Ai\left[e^{i\pi /6}\left(\alpha Re\right)^{1/3}\left(\xi -c-{\frac {i\alpha }{Re}}\right)\right]d\xi ,}
{\displaystyle \chi _{4}\left(z\right)={\frac {1}{\alpha }}\int _{\infty }^{z}\sinh \left[\alpha \left(z-\xi \right)\right]Ai\left[e^{5i\pi /6}\left(\alpha Re\right)^{1/3}\left(\xi -c-{\frac {i\alpha }{Re}}\right)\right]d\xi ,}
dove {\displaystyle Ai\left(\cdot \right)} è la funzione di Airy del primo tipo. Sostituendo la soluzione di sovrapposizione {\displaystyle \varphi =\sum _{i=1}^{4}c_{i}\chi _{i}\left(z\right)} nelle quattro condizioni al contorno si trovano quattro equazioni nelle quattro costanti incognite {\displaystyle c_{i}} . Affinché le equazioni abbiano una soluzione non banale, la condizione sul determinante
{\displaystyle \left|{\begin{array}{cccc}\chi _{1}\left(0\right)&\chi _{2}\left(0\right)&\chi _{3}\left(0\right)&\chi _{4}\left(0\right)\\\chi _{1}'\left(0\right)&\chi _{2}'\left(0\right)&\chi _{3}'\left(0\right)&\chi _{4}'\left(0\right)\\\Omega _{1}\left(1\right)&\Omega _{2}\left(1\right)&\Omega _{3}\left(1\right)&\Omega _{4}\left(1\right)\\\chi _{1}''\left(1\right)+\alpha ^{2}\chi _{1}\left(1\right)&\chi _{2}''\left(1\right)+\alpha ^{2}\chi _{2}\left(1\right)&\chi _{3}''\left(1\right)+\alpha ^{2}\chi _{3}\left(1\right)&\chi _{4}''\left(1\right)+\alpha ^{2}\chi _{4}\left(1\right)\end{array}}\right|=0}
deve essere soddisfatto. Questa è una singola equazione nell'incognita c, che può essere risolta numericamente o con metodi asintotici. Si può dimostrare che per un certo intervallo di numeri d'onda {\displaystyle \alpha } e per numeri di Reynolds sufficientemente elevati, il tasso di crescita {\displaystyle \alpha c_{\text{i}}} è positivo.